# طب شرعي

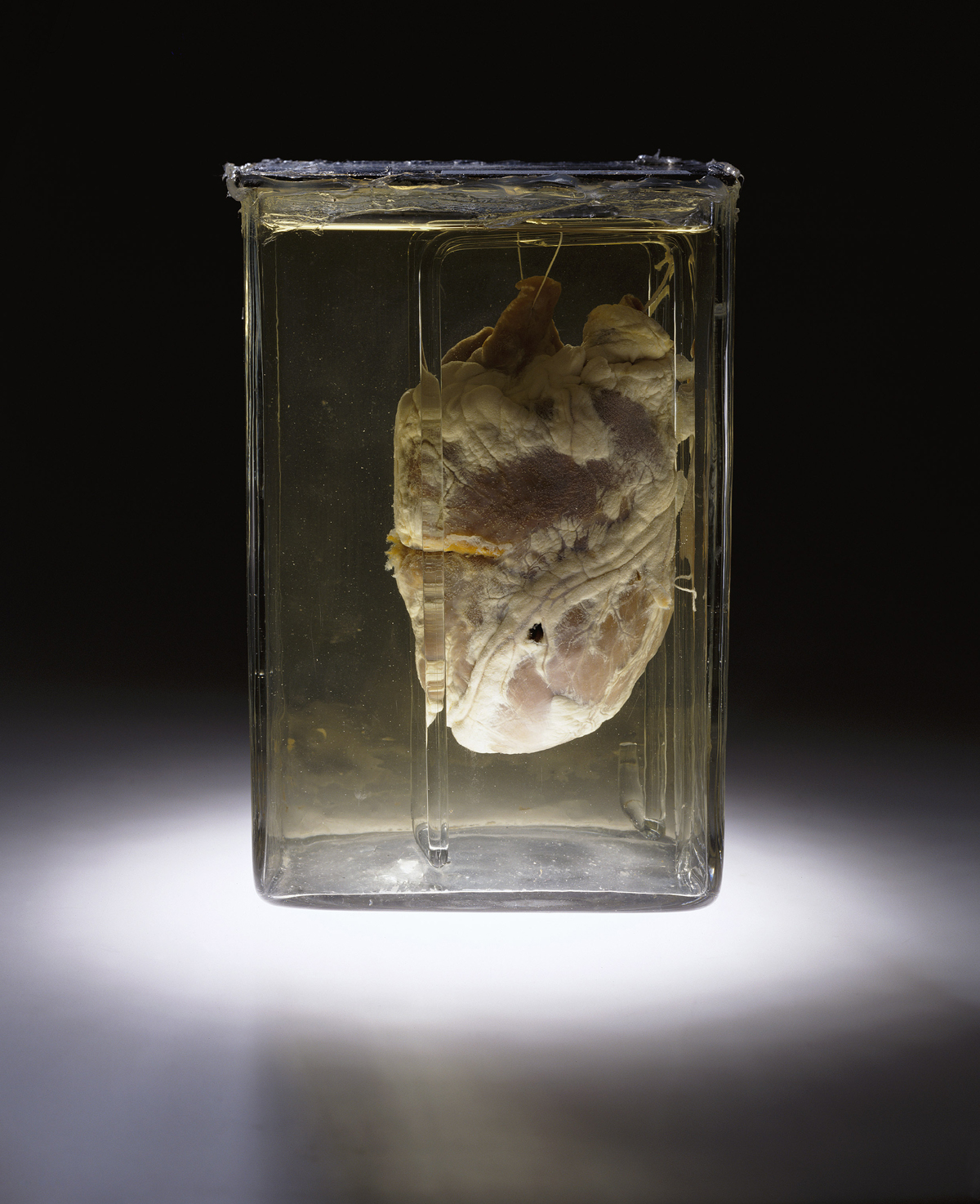

الطب الشرعي هو تخصص طبي فرعي يركز على تحديد سبب الوفاة من خلال فحص الجثة. تتم عملية التشريح من قبل الطبيب الشرعي، وعادة تتم هذه الحالات من خلال التحقيق في قضايا القانون الجنائي والقانون المدني. كما يطلب القاضي التحقيق الجنائي والطب الشرعي في كثير من الأحيان للتأكد من هوية الجثة.

## نطاق الطب الشرعي
الطب الشرعي هو تطبيق الطب الشرعي. والطبيب الشرعي: 
- هو طبيب الذي أكمل التدريب في علم الأمراض التشريحي والذي تخصص في الطب الشرعي. وتختلف المتطلبات لتصبح «مؤهلاً» لتكون طبيباً شرعياً من بلد إلى آخر. بعض الاختلافات سيتم مناقشتها لاحقا.
- ينفذ تشريح الجثة من قِبل الطبيب الشرعي لتحديد سبب الوفاة. ويتضمن تقرير التشريح عدة آراء: - دراسة حالة الوفاة عن طريق الطب الشرعي أو الإصابة، أو المرض الذي يؤدي مباشرة إلى وفاة الشخص (وتسمى أيضا آلية الموت)، مثل إصابته بطلق ناري في الرأس، نزيف بسبب طعنة، الخنق برباط، احتشاء عضلة القلب الناتج عن مرض الشريان التاجي. و«حالة الوفاة»، والظروف المحيطة بسبب الوفاة، والتي في معظم الحالات القضائية تكون بسبب ما يلي:
- قتل
- حادث سير
- وفاة طبيعية
- انتحار
- غير محدد.
- يوفر التشريح أيضا فرصة لتحليل حالات أخرى مرتبطة بحالة الوفاة، مثل جمع الأدلة التتابعية أو تحديد هوية المتوفى. فحص وتوثيق الجروح والإصابات، سواء في تشريح الجثة، وأحيانا في عمليات الإعداد السريرية. جمع وفحص عينات الأنسجة تحت المجهر (علم الأنسجة) من أجل تحديد وجود أو عدم وجود مرض طبيعي، بالإضافة إلى النتائج المجهرية الأخرى مثل مادة الاسبست في الرئتين أو جزيئات البارود في جروح إصابات طلق النار. جمع وفحص تحليل السموم من أنسجة وسوائل الجسم لتحديد السبب الكيميائي لتعاطي جرعات زائدة أو التسمم المتعمد. ا لأطباء الشرعيين أيضا يعملون بشكل متواصل مع هيئات الطب الشرعي للتحقيق في وفاة مفاجئة وغير متوقعة، ومن ضمن الأمثلة لهذه الهيئات: الطب الشرعي أو ذا كورونر في (إنجلترا وويلز)، وبروكيرواتور فيسكال في (اسكتلندا)، والمحققون أو الفاحصون الطبيون أو كورونر أو ميديكال ايكسامنير في (الولايات المتحدة الأمريكية). - يقدم الأطباء الشرعيون شهادتهم في المحاكم في قضايا القانون المدني أو الجنائي.

أما في تشريح الجثة، فإن الطبيب الشرعي غالباً ما يساعد فني التشريح الجنائي (يتم تسميتهم أحيانا بالدينر في الولايات المتحدة).
الأطباء الشرعيين، يشار إليها مؤخراً (في المملكة المتحدة) باسم «فاحصين الطب الشرعي أو جراحين الشرطة»، وهم أطباء مدربين على الفحص وفقاً لقوانين الطب الشرعي، بالإضافة إلى توفير العلاج الطبي لضحايا الاعتداءات (بما في ذلك الاعتداء الجنسي) وسجناء مراكز الشرطة. الكثير من الأطباء الشرعيين في المملكة المتحدة هم أطباء مؤقتين، حيث أنهم أطباء أساسين في طب الأسرة أو أحد تخصصات الطب الأخرى.
بالإضافة إلى ذلك، في المملكة المتحدة، كونك خبير طب شرعي لا يستوجب عضوية في الكلية الملكية للطب الشرعي، حيث يسمح لجميع الأطباء والأطباء غير الشرعيين إجراء عمليات تشريح الطب الشرعي، وذلك ببساطة بسبب الصياغة الغامضة لـ «قانون الطب الشرعي» والتي تنص على أن كل «طبيب مؤهل» ومُسجّل في «المجلس الطبي العام» هو مؤهل ليكون طبيب شرعي.  

## التحقيق في الوفاة
حالة الوفاة الطبيعية هي المعروفة السبب وما إلى ذلك تعتبر غير طبيعية وتستوجب التحقيقات. وفي معظم هذه الحالات، يتم الفحص من قِبل «الطبيب الشرعي» باختلاف مسمياته.

### مصطلحات الطب الشرعي
السلطات القضائية في بعض الدول تستخدم لقب «الفاحص الطبي» «ميديكال اكسامينر» من قبل أشخاص ليسوا أطباء، تم اختيارهم لفحص حالات الوفاة. بينما في دول أخرى، يشترط القانون على الطبيب الشرعي أن يكون طبيب، إخصائي في علم الأمراض، أو طبيب شرعي.
بينما يطلق لقب «المحقق» لكل من الأطباء وغير الأطباء. عبر التاريخ، لم يكن «المحققون» أطباء، كانت ليس كل الأطباء (حيث كان معظمهم من المتعهدون في دفن الموتى). ومع ذلك، في بعض الدول، لا يستخدم لقب «المحقق» إلا على الأطباء.

### الطب الشرعي الكندي
في كندا، يختلف مسمى المحققون من مدينة لأخرى. في أونتاريو، المحققون هم الأطباء المرخص لهم، غالباً ما يكونوا أطباء أسرة. . في مدينة كيوبيك، هناك خلط بين المحققون الأطباء والغير أطباء. بينما في كولومبيا البريطانية، غالباً ما يكون هناك نظام لمحققين غير أطباء. في حين أن مدينة البرتا وسكوتيا تتطلب نظام المحقق الطبيب.

### المحققون والأطباء الشرعيون في الولايات المتحدة الأمريكية
في الولايات المتحدة، الطبيب الشرعي هو عادة موظف منتخب من ضمن منطقة معينة للتحقيق والإدلاء بالشهادة في حالات الوفاة. . الغالبية العظمى من المحققين ليسوا أطباء ولكن يمتلكون دورات تدريبية طبية متخصصة ومتعددة (على سبيل المثال منفذي القانون والقضاة ومدراء الجنازات، فنيي الطوارئ الطبية والممرضات).
في المقابل، الفاحصين الطبيين هم عادة أطباء الذي يحملون درجة دكتوراه في الطب أو دكتوراه في الطب التقويمي. وبالتالي، فإنهم تخصصوا في علم الامراض وحصلوا على الزمالة في الطب الشرعي. . إلا أنه في بعض الولايات، يجب أن يكون الفاحص الطبي طبيب ومحام، بالإضافة إلى دورة تدريبية في الطب الشرعي.

## تاريخ الطب الشرعي
في المدن الأوربية المتحدثة بالألمانية، تعقد بانتظام العديد من محاضرات الطب الشرعي في فرايبورغ في منتصف القرن الثامن عشر، وفي فيينا في عام 1804. بذل العلماء أوغست أمبرواز تارديو، يوهان لودفيج كاسبر وكارل ليمان الكثير من الجهود لتطوير الطب الشرعي.
. في عام 1959، تم الإقرار بالطب الشرعي لأول مره في الولايات المتحدة وذلك بإصدار البورد الأمريكي في الطب الشرعي. 
بينما لم يتم الإقرار بالطب الشرعي في كندا إلا في عام 2003، ويتم العمل حالياً على برنامج تدريب وزمالة في الطب الشرعي تحت رعاية الكلية الملكية للأطباء والجراحين في كندا.

## التعليم
الطب الشرعي في معظم البلدان الناطقة باللغة الإنجليزية، هو التخصص الفرعي من علم الأمراض التشريحي. ومتطلبات التدريب تختلف من بلد إلى آخر.

### أستراليا
هناك ثلاثة مسارات للتأهل للطب الشرعي في أستراليا: الأول: هو تدريب فقط على الطب الشرعي واجتياز بعض الفحوصات في الطب الشرعي. . الثاني: هو الحصول على شهادة جامعية في علم الأمراض التشريحي، واستكمال فحصوات تشريحية أولية، والتي تأخذ ما لا يقل عن ثلاث سنوات؛ ثم ينتقل إلى تدريب في الطب الشرعي واستكمال فحص في الطب الشرعي، والتي تأخذ ما لا يقل عن سنتين. الثالث: هو إكمال تدريب في علم الأمراض التشريحي لا يقل عن خمس سنوات للتأهل كزميل في علم الأمراض التشريحية، ثم إكمال سنة بعد الزمالة في الطب الشرعي (اثنا عشر شهر تدريب بالإضافة إلى فحص ناجح).

### كندا
علم الأمراض التشريحي في كندا عبارة عن دراسة جامعية لمدة خمس سنوات. ويجب على الطلاب المتخصصين إكمال الزمالة لعام واحد في الطب الشرعي. . الطب الشرعي هو تخصص فرعي في الكلية الملكية للأطباء والجراحين. كما تتوفر برامج تدريبية في جامعة تورنتو وجامعة ماك ماستر.

### الهند
في الهند، يشار للتخصص عادةً باسم الطب الشرعي وعلم السموم أو الطب القانوني. . بعد تخرج طلاب كلية الطب، يستوجب عليهم إكمال ثلاث سنوات من الدراسة والتدريب بما في ذلك البحوث التكميلي الذي يمنحه درجة الدكتوراه في الطب الشرعي. كما يمكن للطالب إجراء الفحوصات المقامة من المجلس الوطني للامتحانات، والتي تؤهل الطالب للحصول على دبلوم المجلس الوطني.
غالبية المختصين يعملون في قسم الطب الشرعي والسموم في مختلف الكليات الطبية. وتصنف الوظائف إلى: أستاذ مساعد، أستاذ مشارك وأستاذ (بروفسور). ملف الإنجاز للمختصين يشمل: إجراء فحوصات تشريحية وسريرية في الطب الشرعي. وعادةً ما يستوجب حضورهم في المحاكم للإدلاء بشهاداتهم، حيث أن عدد حالات تشريح الطب الشرعية تتراوح بين 100 إلى 5000حالة في
السنة وقد تزيد إلى 10,000 حالة في السنة.   
أكبر منظمة مختصة هي الاكاديمية الهندية للطب الشرعي (IAFM) التي تنشر أيضا المجلة الهندية الأكاديمية للطب الشرعي، والتي تنشر بانتظام أربع مرات سنوياً. . يشارك في المنظمة أكثر من 1000 مختص في الطب الشرعي.

### إندونيسيا
يعرف الطب الشرعي في إندونيسيا على أنه الطب القانوني وهو برنامج متخصص لمدة ثلاث سنوات يمكن للطالب التسجيل فيه مباشرة بعد الانتهاء من الدراسة في كلية الطب. وهو علم منفصل عن علم الأمراض التشريحي والطب الشرعي الإكلينيكي. وعند الانتهاء من البرنامج يحصل اخصائي الطب الشرعي على لقب طبيب شرعي ويحصل الطالب عند انتهائه على لقب أخصائي الطب الشرعي. الجدير بالذكر، أنه لا يوجد برنامج قبل الطب، مما يجعل المدة الإجمالية من التعليم النظامي لاختصاصي الطب الشرعي 8 سنوات. 
كما يتطلب الطب الشرعي جولة إلزامية في كلية الطب الإكلينيكي. حيث يمكن لطلاب الطب مساعدة الأطباء على تشريح الجثث، كما يسمح لهم بإجراء التشريح تحت الإشراف، والإدلاء بالشهادة في المحكمة.

### المملكة المتحدة
دراسة الطب الشرعي في المملكة المتحدة عبارة عن دراسة لمدة خمس سنوات . المرشحين الناجحين هم وحدهم المؤهلون للتسجيل كمختصين في المجلس الطبي العام للحصول على عضوية الكلية الملكية البريطانية لعلم الأمراض.
يسجل الطالب في دورة تدريبية اختصاصية في التشريح بعد السنة التأسيسية. قد تستمر الدور لمدة سنتين حتى يتم الموافقة عليها من قِبل الكلية الملكية. بعد ذلك، من الضروري أن يحصل الطالب على الجزء الأول من الفحوصات التشريحية من مجلس البحوث الطبية، والتي تؤهل الطالب للتسجيل في أحد الدورات التدريبية في الطب الشرعي القضائي. . وتشمل المراكز المعتمدة الحالية بلفاست، ليفربول، ليستر، كارديف، لندن، شيفيلد، غلاسكو ودندي. ليس كل المقال صحيحا بعد ثلاث سنوات من التدريب في الطب القضائي الشرعي، وإكمال الجزء الثاني من الدورة، يمكن للطالب الحصول على (شهادة إكمال التدريب) وعمل كمستشار في الطب الشرعي القانوني. كما أن هناك خيار آخر للطالب وهو الحصول على الدرجة كاملة في الطب الشرعي القانوني في التشريح العام وذلك بدراسة دورة تدريبية في الطب الشرعي القانوني لمدة تتراوح بين 18-24 شهر، والتي تأهل المرشحين للحصول على دبلوم من الكلية الملكية لعلم الأمراض في الطب الشرعي القانوني أو دبلوم في الفقه الطبي. في انكلترا وويلز، يحتاج الطالب أيضاً إلى شهادة معتمدة تسمى (Home Office Accredited) والتي تتطلب التحقق من ملف التدريب وإكمال الفحص الأمني، ودورة تدريبية في الإدلاء بالشهادة المقدمة من خدمة علوم الطب الشرعي.
الجدير بالذكر، أن الخريجين والأخصائيين الأجانب يتوجب عليهم التقديم على المجلس الطبي العام وتخصص الطب الشرعي القانوني بشكل مباشر لممارسة الطب الشرعي القانوني في المملكة المتحدة

### الولايات المتحدة
في الولايات المتحدة، يتطلب الطب الشرعي ما لا يقل عن سنة من التدريب الإضافي (الزمالة) بعد الانتهاء من الدرجة الجامعية في علم أمراض التشريحية، وبعد اجتياز اختبار البورد المقدم من المجلس الأميركي لعلم الأمراض أو المجلس الأميركي التقويمي لعلم الأمراض . لكي تصبح طبيب شرعي في الولايات المتحدة، فإن ذلك يتطلب منك الدرجة الجامعية في علم الأمراض التشريحي، وهو تدريب على رأس العمل الذي لا بد من القيام به مع إكمال الدراسة الطبية، قبل الممارسة الغير خاضعة للرقابة. علم الأمراض التشريحي هو دراسة جامعية لمدة ثلاث سنوات. معظم الأطباء تكمل الدرجة الجامعية في كل من علم الأمراض التشريحي والسريري معاً، الأمر الذي يتطلب أربع سنوات دراسية.
كما هو معروف، التعليم الجامعي في الولايات المتحدة يتراوح بين 13-15 سنة تتكون من (4 سنوات تدريب جامعية + 4 سنوات في كلية الطب + 4-5 سنوات من الدراسة الجامعية [علم الأمراض التشريحية والسريرية معاً] + سنة إلى سنتين من الزمالة الطبية في علم الأمراض الشرعية). بشكل عام، أكبر عقبة في كلية الطب هي الحصول على القبول. وعلى الرغم من أن نسبة النجاح لامتحانات مجلس علم الأمراض التشريحية والطب الشرعي بين 80-90 و90-100٪ على التوالي. إلا أن المحاكم لا تتطلب شهادة البورد الأمريكي من خبراء الطب الشرعي في علم الأمراض من أجل الإدلاء بالشهادة في الوفاة. الجدير بالذكر، أن هناك العديد من «الدبلومات» التي تعطي شهادات عبر الإنترنت في هذا المجال.

## مواضيع متعلقة
- أدلة جنائية
- مسرح جريمة
- تشريح افتراضي